# Paula Cristina Gonçalves
Paula Cristina Gonçalves (Campinas, 11 augustus 1990) is een tennisspeelster uit Brazilië. Gonçalves begon met tennis toen zij negen jaar oud was. Haar favoriete ondergrond is hardcourt. Zij speelt rechtshandig en heeft een tweehandige backhand. Van 2013 tot en met 2015 nam zij deel aan het Braziliaanse Fed Cup-team.

## Loopbaan

### Enkelspel
Gonçalves debuteerde in 2007 op het ITF-toernooi van Campos do Jordão (Brazilië). Zij stond in 2010 voor het eerst in een finale, op het ITF-toernooi van Brasilia (Brazilië) – zij verloor van landgenote Fernanda Faria. In 2011 veroverde Gonçalves haar eerste titel, op het ITF-toernooi van São Paulo (Brazilië), door de Portugese Bárbara Luz te verslaan. Tot op hedenapril 2015 won zij vier ITF-titels, de meest recente in 2014 in São José dos Campos (Brazilië).
In 2013 speelde Gonçalves voor het eerst op een WTA-hoofdtoernooi, op het toernooi van Florianópolis. Tot op hedenapril 2015 bereikte zij nog geen WTA-enkelspelfinale.

### Dubbelspel
Gonçalves behaalde in het dubbelspel betere resultaten dan in het enkelspel. Zij debuteerde in 2007 op het ITF-toernooi van Campos do Jordão (Brazilië) samen met landgenote Isabela Miró. Zij stond in 2008 voor het eerst in een finale, op het ITF-toernooi van Mogi das Cruzes (Brazilië), samen met landgenote Monique Albuquerque – zij verloren van het duo Karen Castiblanco en Aranza Salut. In 2010 veroverde Gonçalves haar eerste titel, op het ITF-toernooi van Brasilia (Brazilië), samen met landgenote Fernanda Faria, door het Braziliaanse duo Gabriella Barbosa-Costa Silva en Natalia Cheng te verslaan. Tot op hedenapril 2015 won zij vijftien ITF-titels, de meest recente in 2015 in Palm Harbor (Florida, VS).
In 2013 speelde Gonçalves voor het eerst op een WTA-hoofdtoernooi, op het toernooi van Cali, samen met de Canadese Sharon Fichman. Zij bereikten er de tweede ronde. Zij stond in 2015 voor het eerst in een WTA-finale, op het toernooi van Bogota, samen met landgenote Beatriz Haddad Maia – hier veroverde zij haar eerste titel, door het Amerikaanse koppel Irina Falconi en Shelby Rogers te verslaan.
Haar hoogste notering op de WTA-ranglijst is de 122e plaats, die zij bereikte in april 2015.

## Posities op deWTA-ranglijst
Positie per einde seizoen:
| jaar | rang enkelspel | rang dubbelspel |
| ---- | -------------- | --------------- |
| 2014 | 287            | 240             |
| 2013 | 271            | 181             |
| 2012 | 443            | 349             |
| 2011 | 538            | 322             |
| 2010 | 518            | 375             |
| 2009 | 599            | 421             |
| 2008 | 685            | 861             |
| 2007 | 1013           | –               |

## Palmares
| Legenda                 |
| ----------------------- |
| Grandslamtoernooi       |
| Olympische Spelen       |
| Year-End Championships  |
| Premier Mandatory       |
| Premier Five / WTA 1000 |
| Premier / WTA 500       |
| International / WTA 250 |
| Challenger / WTA 125    |

### WTA-finaleplaatsen enkelspel
Geen.

### WTA-finaleplaatsen vrouwendubbelspel
| nr.              | finale     | toernooi   | ondergrond | partner             | tegenstandsters             | score            |         |
| ---------------- | ---------- | ---------- | ---------- | ------------------- | --------------------------- | ---------------- | ------- |
| gewonnen finales |            |            |            |                     |                             |                  |         |
| 1.               | 2015-04-19 | WTA Bogota | gravel     | Beatriz Haddad Maia | Irina Falconi Shelby Rogers | 6-3, 3-6, [10-6] | details |
| verloren finales |            |            |            |                     |                             |                  |         |
| Geen.            |            |            |            |                     |                             |                  |         |

### Gewonnen ITF-toernooien enkelspel
| nr. | finale     | toernooi            | dotatie | tegenstandster in finale | score         |
| --- | ---------- | ------------------- | ------- | ------------------------ | ------------- |
| 1.  | 2011-10-08 | São Paulo           | $10.000 | Bárbara Luz              | 6-2, 6-3      |
| 2.  | 2012-12-01 | Santiago            | $25.000 | Julia Cohen              | 0-6, 6-3, 6-4 |
| 3.  | 2013-07-21 | Campos do Jordão    | $25.000 | María Irigoyen           | 3-6, 7-5, 6-1 |
| 4.  | 2014-04-05 | São José dos Campos | $10.000 | Maria Fernanda Alves     | 6-2, 3-6, 6-2 |